# سانوست (آریزونا)
سانوست (به انگلیسی: Sunwest) یک منطقهٔ مسکونی در ایالات متحده آمریکا است که در شهرستان لاپاز، آریزونا واقع شده‌است. سانوست ۶۲٫۸۰ کیلومتر مربع مساحت و ۱۳٬۹۷۵ نفر جمعیت دارد و ۴۵۸٫۱۲ متر بالاتر از سطح دریا واقع شده‌است.